# Hospitalisation forcée au Honmyō-ji
L'hospitalisation forcée au Honmyō-ji, également appelée incident du Honmyō-ji, désigne l'hospitalisation de lépreux vivant près du Honmyō-ji dans la banlieue ouest de Kumamoto au Japon le 9 juillet 1940. Cet incident est considéré comme étant lié au « mouvement contre les lépreux dans notre préfecture ».

## Contexte
Au cours de la première partie de l'ère Meiji, les malades de la lèpre au Japon quittent habituellement leurs familles pour vivre près des temples et sanctuaires et font la quête pour de l'argent tandis que d'autres vivent autour des onsen qui pourraient leur procurer un soulagement. La zone du Honmyō-ji est un lieu représentatif des sanctuaires de ce genre tandis que la source d'eau chaude de Kusatsu dans la préfecture de Gunma figure au nombre des seconds. La politique publique de lutte contre la lèpre commence en 1909 lorsque 5 léproseries sont ouvertes au Japon. Cependant, cette politique au début consiste seulement à hospitaliser les patients errants. Vers 1930, apparaît le mouvement « Pas de malades de la lèpre dans notre préfecture » et le gouvernement décide d'hospitaliser tous les malades de la lèpre dans les sanatoriums.
Il existe quatre communautés de lépreux autour du Honmyō-ji, qui est un temple de la secte nichiren du bouddhisme. « La lèpre peut survenir si la foi d'un patient est insuffisante » selon leur sutra. Par conséquent, de nombreux malades de la lèpre se réunissent autour du temple et prient pour une amélioration de leur sort.

## Au sein des colonies
Plus de 10 % des personnes qui y vivent développent la lèpre mais elles vivent paisiblement avec les personnes saines. Cependant, certaines d'entre elles organisent une société secrète qui exige des contributions illégales pour les soins de la lèpre dans tout le pays en menaçant d'infecter d'autres personnes. Cela sert de prétexte à l'hospitalisation forcée.

## Hospitalisation forcée
En 1927, le gouvernement japonais commence à discuter de la dissolution des lieux de réunions des lépreux. Mamoru Uchida (en) et Soichiro Shiotani étudient les conditions de vie des communautés du Honmyō-ji. 6 patients veulent intégrer le sanatorium du Kyūshū mais le directeur, Matsuki Miyazaki (en), les refuse. En conséquence, ils amènent les patients au Nagashima Aiseien et des discussions commencent avec entre autres le docteur Kensuke Mitsuda. Les directeurs des sanatoriums discutent formellement de la dissolution des communautés de lépreux. Yamada, le directeur du service de police de la préfecture de Kumamoto, prend la tête du mouvement et 157 patients sont hospitalisés par 220 personnes, dont les policiers et les travailleurs du sanatorium Kikuchi Keifuen.

## Les 157 personnes
Parmi les 157 personnes figurent 28 enfants de malades de la lèpre (enfants qui eux-mêmes ne développent pas la lèpre) et 11 personnes non lépreuses. A l'exception de 8 patients atteints d'une forme grave de la maladie et qui sont hospitalisés au sanatorium Kikuchi Keifuen, les autres patients sont transférés à d'autres sanatoriums : 26 au sanatorium Nagashima Aiseien, 31 au sanatorium Hoshizuka Keiaien, 44 au sanatorium Oku Komyoen et 36 au sanatorium Kuryu Rakusen-en. En particulier, les patients de la société secrète sont transférés au sanatorium Kusatsu Rakusen-en où les attend une prison spéciale en punition de leurs menaces.

## Importance
Il est généralement admis qu'il s'agit d'un important incident associé au mouvement « Pas de malades de la lèpre dans notre préfecture » apparu en 1930, bien que dans la région du Kyūshū, ce mouvement était de peu d'ampleur. Les opinions publiques à cette époque sont en faveur du mouvement et la « purification » d'une préfecture signifie alors : pas de malades de la lèpre dans la préfecture. Mamoru Uchida a souligné que cet incident ressortait de la volonté du gouvernement et pouvait être lié à la guerre à venir.
La dispersion des patients dans d'autres sanatoriums résulte de la forte volonté de ceux-ci de couper toutes relations avec les communautés du Honmyō-ji. L'inclusion de 57 patients à l'hôpital de Kaishun en février 1941, peut avoir été préparée.

## Critiques
Minoru Narita critique l'hospitalisation forcée au Honmyōji et cite un article relatif à la récente exclusion de sans domicile. Enterprises at Shinjuku Nishiguchi, au cœur de Tokyo, commence à rejeter des personnes sans-abri en prétextant la mauvaise odeur et l'entrave à l'activité des entreprises, à la paix et à l'ordre public. Narita déclare que l'hospitalisation forcée est la même en substance, ne différant que selon les différents points de vue. Ces incidents ignorent la volonté des malades de la lèpre ou des sans-abri et les problèmes sociaux qui conduisent à ces incidents. Parmi les justifications de l'hospitalisation forcée figurent la prévention de la lèpre et la paix des gens qui y vivent.

## Source de la traduction
- (en) Cet article est partiellement ou en totalité issu de l’article de Wikipédia en anglais intitulé « Forced Hospitalization at Honmyōji » (voir la liste des auteurs).